# Джевце (Ґостинський повіт)
Джевце (пол. Drzewce, нім. Driebs) — село в Польщі, у гміні Понець Гостинського повіту Великопольського воєводства.
Населення — 352 особи (2011).
У 1975-1998 роках село належало до Лешненського воєводства.

## Демографія
Демографічна структура станом на 31 березня 2011 року:
|          | Загалом | Допрацездатний вік | Працездатний вік | Постпрацездатний вік |
| -------- | ------- | ------------------ | ---------------- | -------------------- |
| Чоловіки | 181     | 42                 | 127              | 12                   |
| Жінки    | 171     | 37                 | 104              | 30                   |
| Разом    | 352     | 79                 | 231              | 42                   |